# Футарк

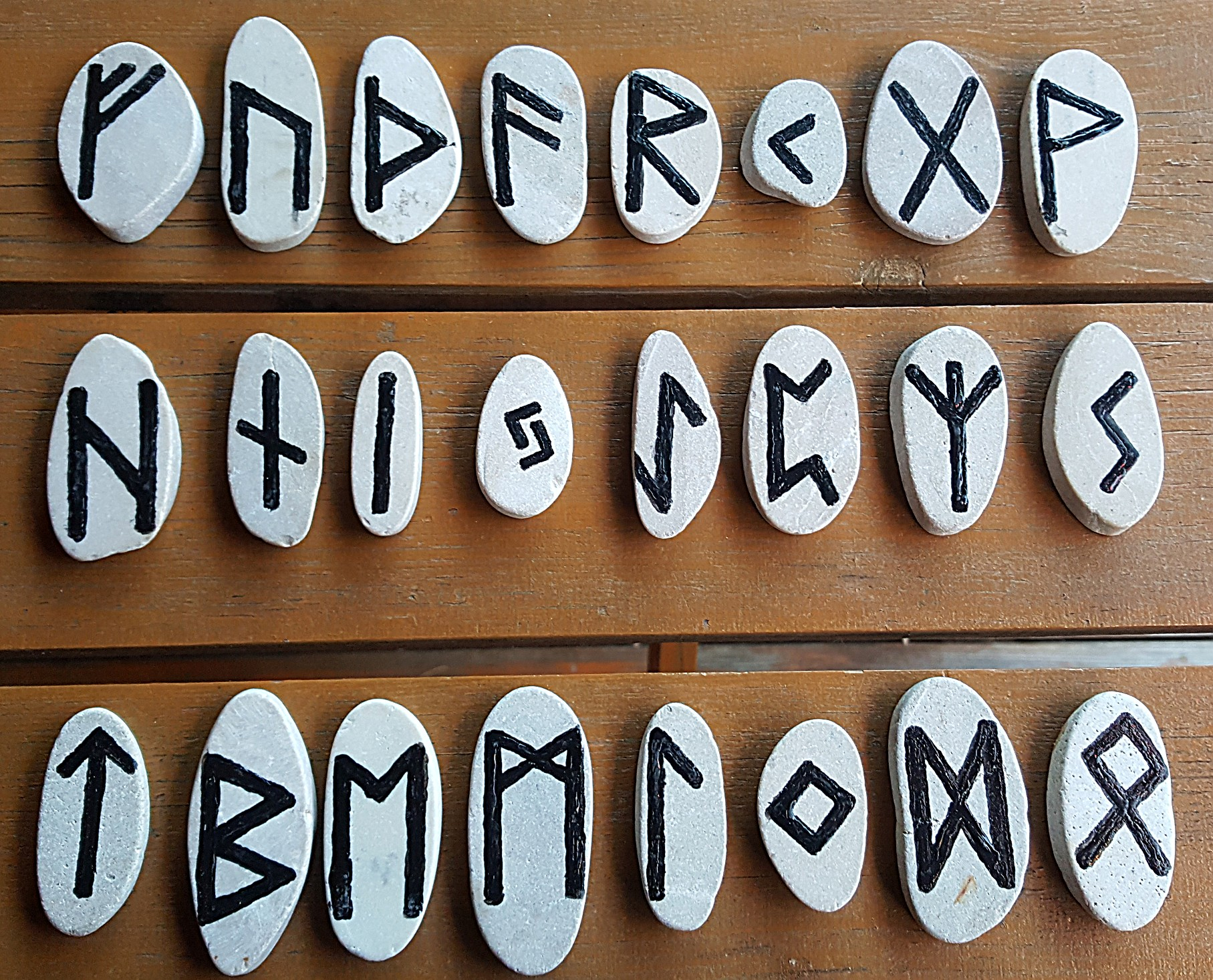
Старший футарк

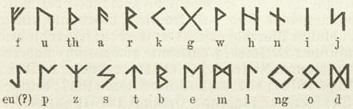
Рунический строй старшего футарка

Фу́тарк — общее наименование германских и скандинавских рунических алфавитов. Слово происходит от «сквозного» чтения первых шести букв старшего рунического алфавита: f, u, þ, a, r, k.

## Описание
Обычно словом «футарк» обозначаются любые рунические алфавиты, вне зависимости от народа, который использовал ту или иную модификацию. Однако в силу большей древности древнегерманский рунический алфавит называется «старшим футарком», а остальные — младшими футарками. Более того, младшие алфавиты могут также именоваться более конкретно по образу и подобию старшего футарка, принимая во внимание произношение первых шести букв в соответствующем строю. Так, к примеру, английский рунический алфавит может называться «футорком».
Понятие «футорк» возникло постольку, поскольку четвёртая руна в ряду английских рун носит название не Ансуз, а Ос. Это касается такого термина, как «утарк» — появился он благодаря Кеннету Медоузу. В своих работах он высказывает мнение относительно того, что старший футарк на самом деле имеет несколько иную структуру, отличную от общепринятой. Согласно Медоузу, деление на атты неверно, а первой руной является не Феху, а Уруз. Таким образом, Медоуз говорит о том, что такой рунический ряд справедливо называть не «футарк», а «утарк / утхарк». Однако это всего лишь гипотеза.

## Место в культуре
- Символам футарка посвящён одноимённый цикл прозаических миниатюр русского писателя Андрея Сен-Сенькова[4].
- Футарку посвящена одна из глав книги «Речи Варга» известного норвежского блэк-метал-музыканта Варга Викернеса.
- Футарком назван «древний алфавит» планеты Набу, представленный в фильме «Звёздные войны. Эпизод I: Скрытая угроза».
- По рунам футарка называются песни проекта Wardruna.
- Футарку, а также теории о скрытом в нём послании, посвящена песня Uthark Runa группы Therion. Также Футарку посвящён альбом "«Secret Of The Runes»
- Творчество группы Heilung основано на скандинавском руническом шаманизме.